# Otto Steiger
Otto Steiger (ur. 1858, zm. 1923) – szwajcarski inżynier i wynalazca.
Twórca maszyny liczącej „Millionaire” – pierwszej maszyny liczącej opartej w konstrukcji o zasadę bezpośredniego mnożenia, która odniosła sukces komercyjny i została opatentowana w 1892 roku. Była produkowana przez szwajcarską firmę Hans Egli Company. Wyprodukowano łącznie 4655 maszyn, ostatnia została sprzedana w 1935 roku.